# Maskinentreprenörerna
Maskinentreprenörerna är en branschorganisation i Sverige för maskinentreprenörer. Till gruppen maskinentreprenörer räknar Maskinentreprenörerna (ME) företag inom Sverige som verkar inom området mobila maskiner eller anläggningsmaskiner.
Organisationen har ca 4000 medlemmar som i sin tur förfogar över mer än 30 000 olika mobila maskiner. Maskinentreprenörerna är medlemmar i Svenskt Näringsliv.